# 馬喬塞奇卡山
13°15′21″S 74°50′24″W / 13.25583°S 74.84000°W
馬喬塞奇卡山（Machu Qichqa），是秘魯的山峰，位於該國中部萬卡韋利卡大區，由瓦伊塔拉省的皮爾皮查卡區負責管轄，屬於安地斯山脈的一部分，海拔高度4,800米。